# ボレックス
ボレックス（Bolex）は映画カメラのブランドである。
ジャック・ボゴポルスキーが1923年から開発し改良していた16mm映画カメラの権利を1931年にパイヤールが買い取り製造した。
田中長徳によるとジョナス・メカスは愛用者であったという。

## 製品一覧

### 16mm映画カメラ
- シネグラフ・ボル（Cinegraph Bol 、1923年発売）
- ボレック（Bolec 、1927年発売）
- ボレックスB型（Bolex Model B 、1928年発売）
- ボレックスH16（Bolex Model H16 、1934年発売） - 16mmの名機で、その後50年以上小改良を続けながら販売されたボレックスH16シリーズの原型。
- ボレックスH16RX-5 - 基本タイプでフィルム駆動はスプリングドライブだが電動モーターも取り付け可能。レンズマウントはCマウント3本ターレット。ファインダーは一眼レフ式で14倍アイピース付き。1、12、16、18、24、32、48、64コマ。シャッター開角度は0〜135度。オーバーラップ可能。マガジンは100ftだが400ftマガジンも使用可能。
- ボレックスH16SBM/ボレックスH16EBM - ボレックスH16RX-5のレンズマウントをφ60mmのボレックスバヨネットマウントに変更したもの。アダプターによりCマウントレンズも使用可能。ボレックスH16SBMはスプリングドライブ、ボレックスH16EBMは電動モーター専用。10、18、24、25、50コマ。シャッター開角度170度。
- ボレックスH16EL - SPD素子によるTTL中央部重点測光の露出計内蔵。フィルム駆動はスプリングドライブ。レンズマウントはφ60mmのボレックスバヨネットマウントで通常バリオスイターPTLパワーズーム12.5-100mm（超広角6.5mmつき）F2がセットされるが各種レンズが用意され、アダプターによりCマウントレンズも使用可能。同時録音撮影も可能。

### 9.5mm映画カメラ
- ボレックスH9（Bolex Model H9 、1934年発売）

### 8mm映画カメラ
- ボレックスH8（Bolex Model H8 、1936年発売） - ボレックスH16型のボディーを流用したダブル8機。レンズマウントは3本ターレット。1、8、16、24、32、64コマ/秒。68×145×213mm、2.6kgと大きく重いが、30mと長巻のマガジンが使用できたこと、供給と巻取が独立したダブルスプロケット式駆動機構、一巻き6mも送れる強力なスプリングモーター、精巧な尺度計とコマ数計を備え巻戻撮影が可能、プリズムファインダーにより正確なピント合わせが可能と、プロ機並みの機能を持っていたためハイエンド8ミリ愛好家の間で長く愛用された。
- ボレックスL8（Bolex Model L8 、1942年発売） - アマチュア向けに機能を必要最小限に抑えたカメラ。16コマ/秒の単速。46×81×125mm、0.75kgと小型軽量。
- ボレックスB8（Bolex Model B8 、1952年発売）
- ボレックスC8（Bolex Model C8 、1954年発売）